# Crucilândia
Crucilândia är en kommun i Brasilien.   Den ligger i delstaten Minas Gerais, i den sydöstra delen av landet, 600 km sydost om huvudstaden Brasília. Antalet invånare är 4 749.
Omgivningarna runt Crucilândia är huvudsakligen savann. Runt Crucilândia är det ganska glesbefolkat, med 25 invånare per kvadratkilometer.